# Quirimbas (archipelag)
Quirimbas – archipelag ok. 30 wysp położony w zachodniej części Oceanu Indyjskiego. Rozciąga się na długości niemal 400 km wzdłuż wybrzeża prowincji Cabo Delgado w północno-wschodnim Mozambiku, od okolic Pemby aż po granicę z Tanzanią.
Wyspy od 2008 roku figurują na mozambickiej liście informacyjnej – liście obiektów, które Mozambik zamierza rozpatrzyć do zgłoszenia na listę światowego dziedzictwa UNESCO na podstawie zaproponowanych kryteriów: kulturowych II i IV oraz przyrodniczego X.
Jedenaście najbardziej na południe wysuniętych wysp wchodzi w skład utworzonego w 2002 roku Parku Narodowego Quirimbas z siedzibą na wyspie Ibo. W 2018 roku archipelag Quirimbas stał się częścią rezerwatu biosfery UNESCO MAB.

## Środowisko przyrodnicze

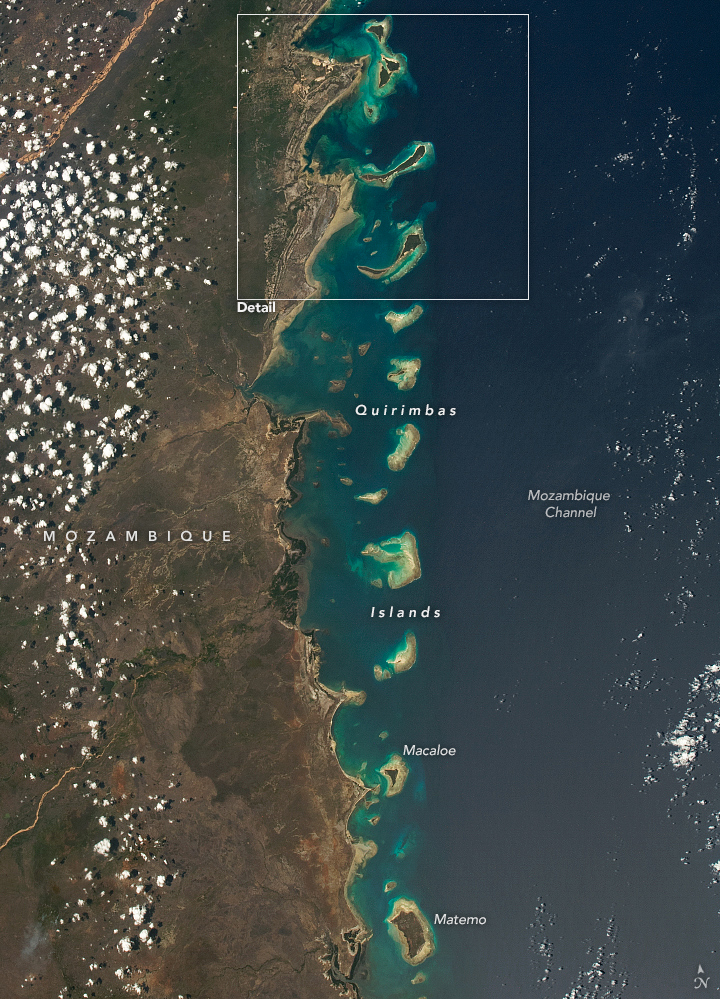
Fragment archipelagu Quirimbas widziany z pokładu ISS (2021)

Podawana jest różna liczba wysp wchodzących w skład archipelagu Quirimbas – od 27-28 do 31-32. Niektóre z nich są częściowo połączone piaszczystymi mierzejami ze stałym lądem oraz z innymi wyspami.
Ze względu na wpływ ciepłego Prądu Mozambickiego (będącego odgałęzieniem Prądu Południoworównikowego) krystalicznie czyste wody wokół archipelagu cechują się bardzo dużą różnorodnością biologiczną. Występują tu rozległe rafy koralowe zajmujące obszar 525 km², zasiedlone przez 160 gatunków reprezentujących 55 rodzajów koralowców, podwodne łąki trawy morskiej (ang. seagrass meadows), które tworzy m.in. Thalassia hemprichii, Thalassodendron ciliatum i Cymodocea serrulata, natomiast wybrzeża wysp porastają gęste lasy namorzynowe, najliczniej tworzone przez Avicennia marina, Bruguiera gymnorhiza, Ceriops tagal, Rhizophora mucronata, Xylocarpus granatum i Sonneratia alba.
Występuje tu ok. 350 gatunków ryb oraz 4 zagrożone wyginięciem gatunki żółwi morskich – karetta (Caretta caretta), żółw szylkretowy (Eretmochelys imbricata), żółw jadalny (Chelonia mydas) i żółw oliwkowy (Lepidochelys olivacea) – oraz żółw skórzasty (Dermochelys coriacea). Płytkie wody przybrzeżne zamieszkują również ślimaki morskie, m.in. przyłbica rogata (Cassis cornuta), przydacznia łuskowata (Tridacna squamosa), Cypraecassis rufa oraz Charonia tritonis.
Ssaki morskie reprezentowane są przez 5 gatunków z rodziny delfinowatych – delfinka długoszczękiego (Stenella longirostris), butlonosa (Tursiops truncatus), risso szarego (Grampus griseus), melonogłowa wielozębnego (Peponocephala electra) i grindwala krótkopłetwego (Globicephala macrorhynchus) – a oprócz nich przez humbaka (Megaptera novaeangliae) i kaszalota spermacetowego (Physeter macrocephalus). Archipelag jest również ważnym żerowiskiem ptaków wędrownych oraz krabożera (Dromas ardeola).

## Krajobraz kulturowy

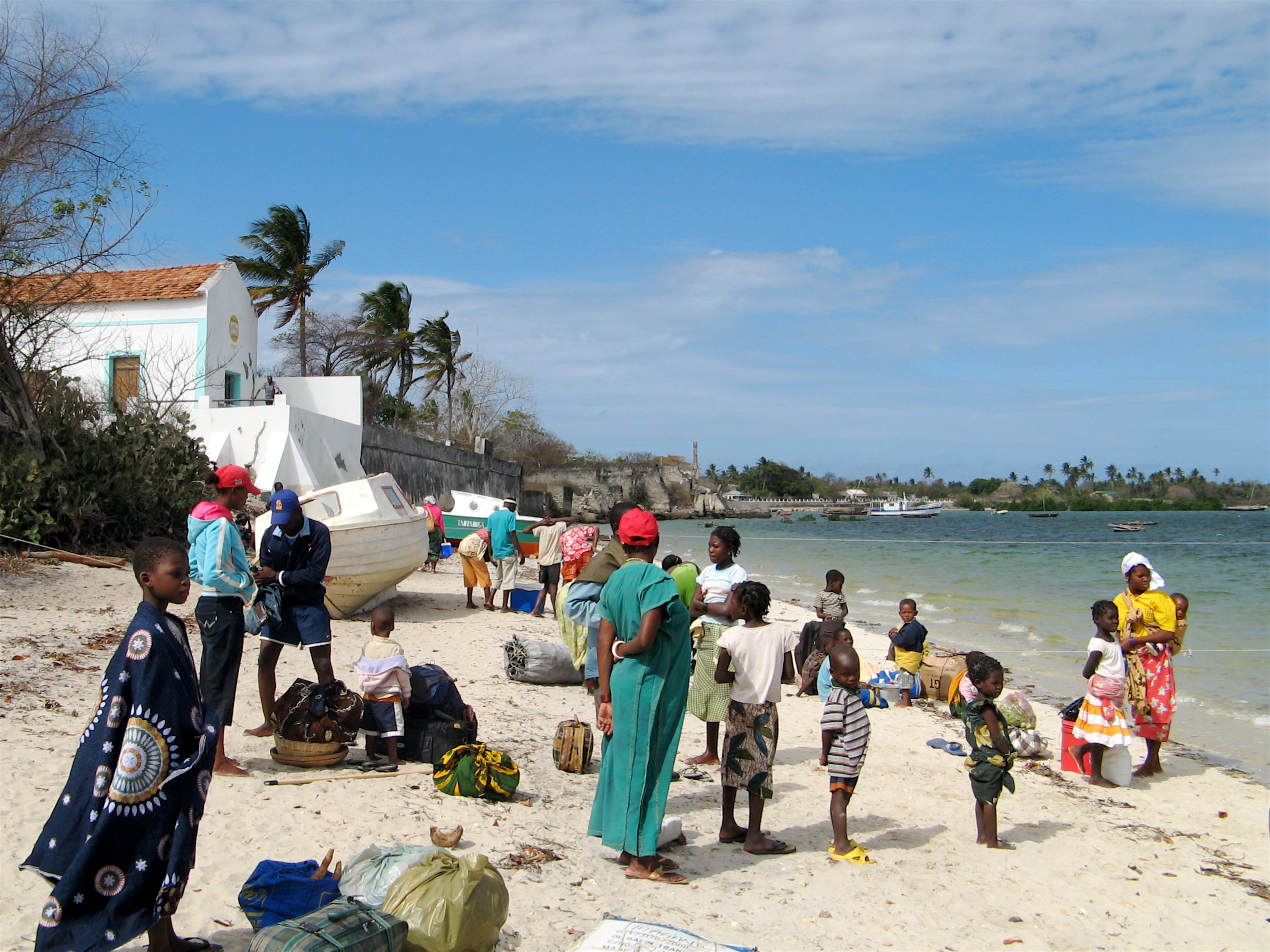
Mieszkańcy wyspy Ibo (2009)

Archipelag Quirimbas stanowił ważny punkt na szlakach handlowych wykorzystywanych przez arabskich kupców już w VII wieku. W 1590 roku część wysp została przejęta przez Portugalczyków, którzy handlowali kością słoniową, jedwabnymi i bawełnianymi suknami, bydłem, wyrobami z palm oraz niewolnikami.
Część wysp w archipelagu Quirimbas jest zamieszkana, a do najważniejszych należą Ibo, Quisiva i Matemo. Znajdują się na nich osady z czasów portugalskiego imperium kolonialnego wraz z jeszcze starszymi osadami kultury Suahili. Miejscowa architektura, urbanistyka oraz kultura łączą rdzenne elementy afrykańskie z wpływami arabskimi, portugalskimi i indyjskimi. Reprezentują je liczne budynki mieszkalne, handlowe i użyteczności publicznej, świątynie oraz pozostałości fortów: Santo António, São João Baptista i São José.
Mieszkańcy wysp również współcześnie utrzymują się z rybołówstwa i handlu, stopniowo rozwija się również turystyka.

## Galeria

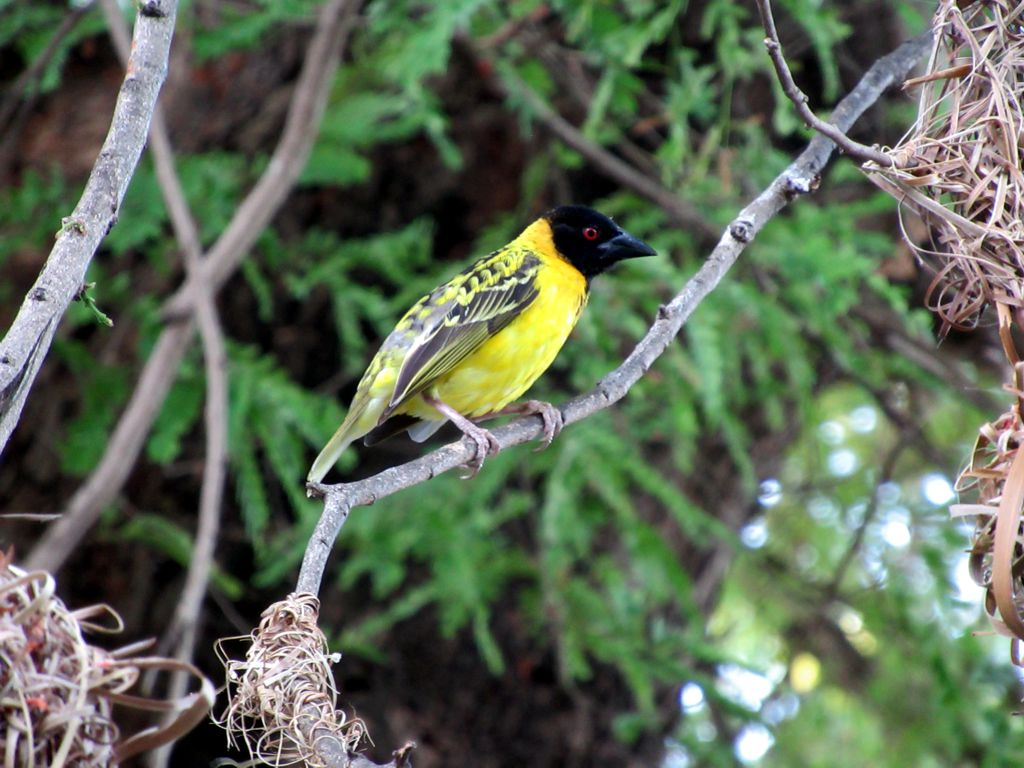
Wikłacz somalijski(inne języki) na wyspie Ibo (2016)
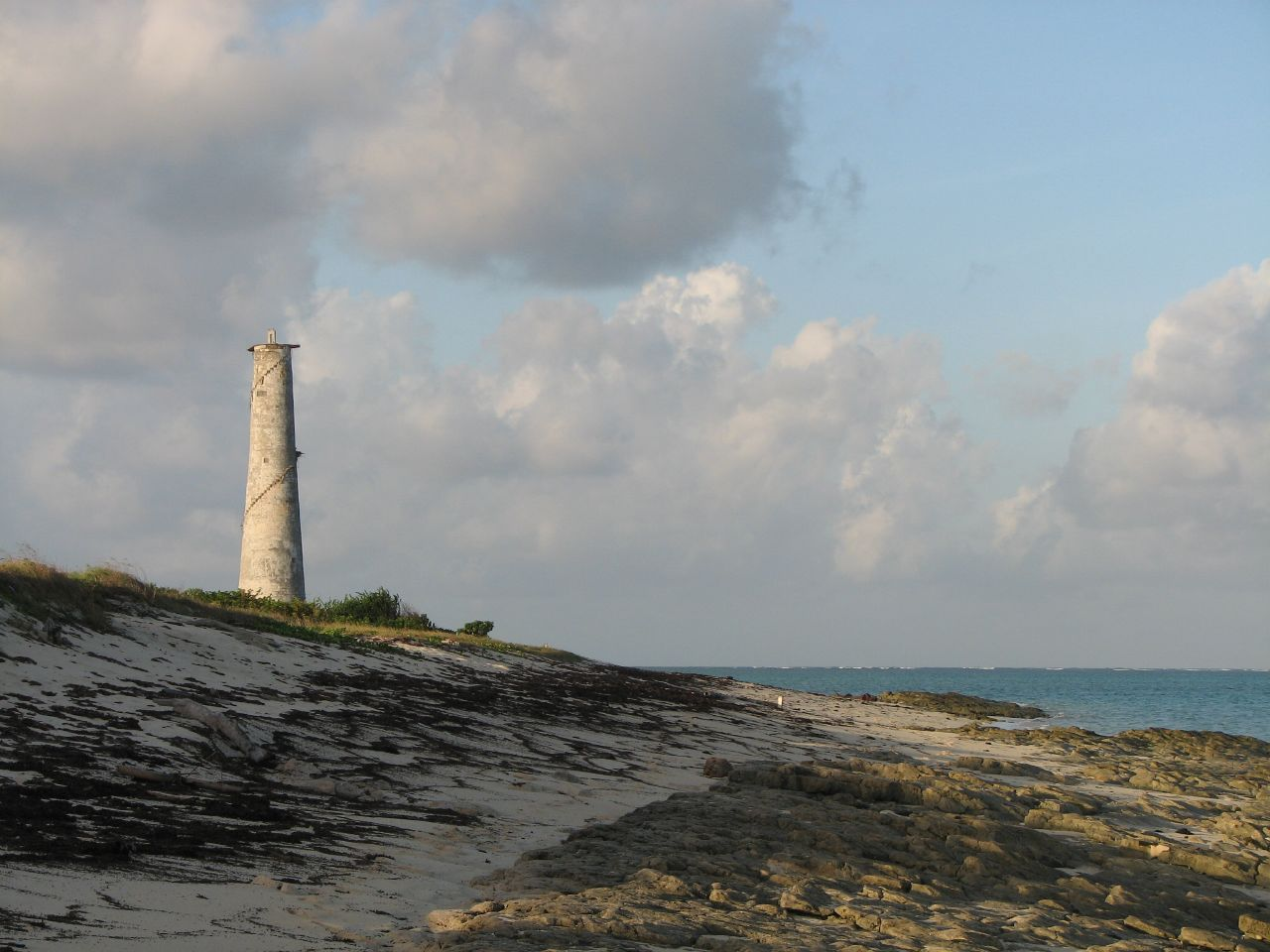
Latarnia morska na wyspie Medjumbe (2007)
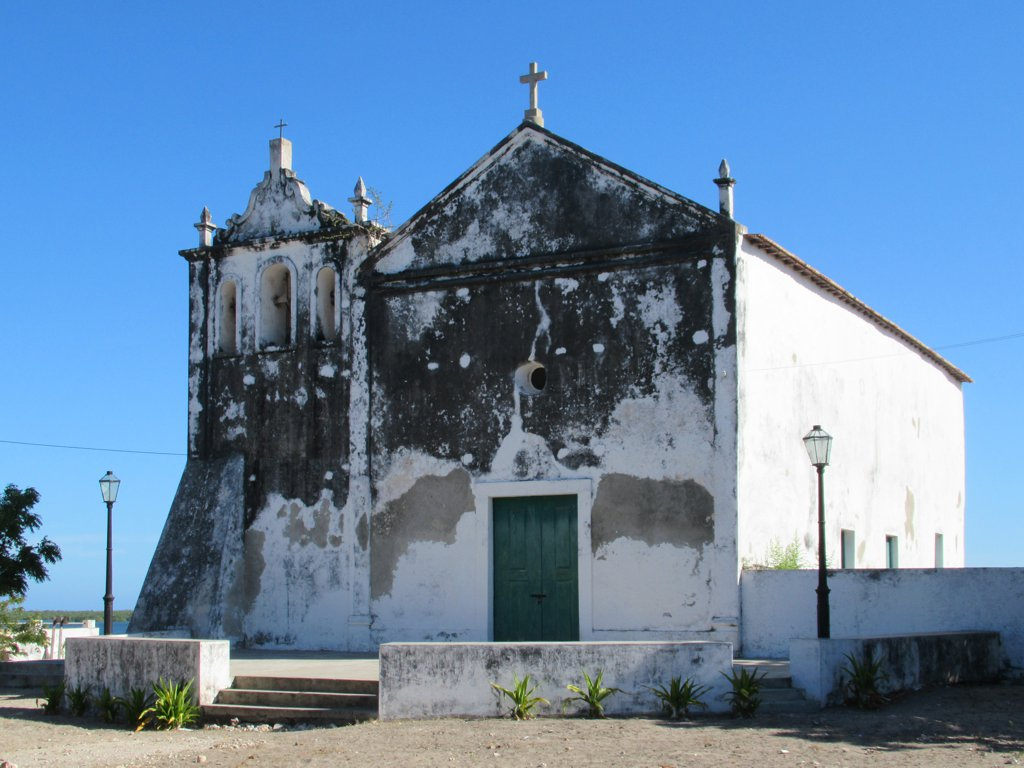
Kościół św. Jana Chrzciciela w mieście Ibo(inne języki) (2016)
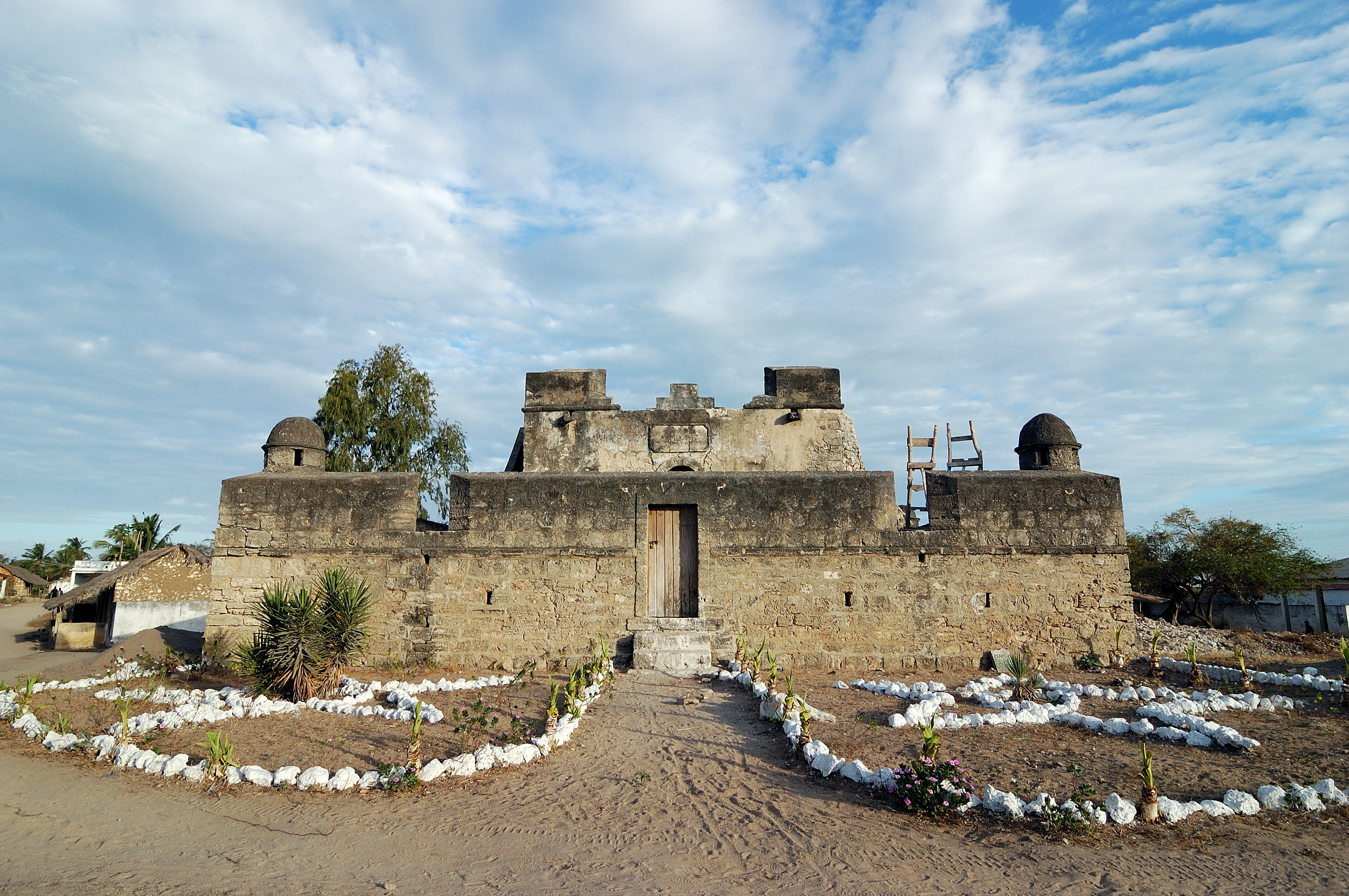
Ruiny fortu Santo António (2009)
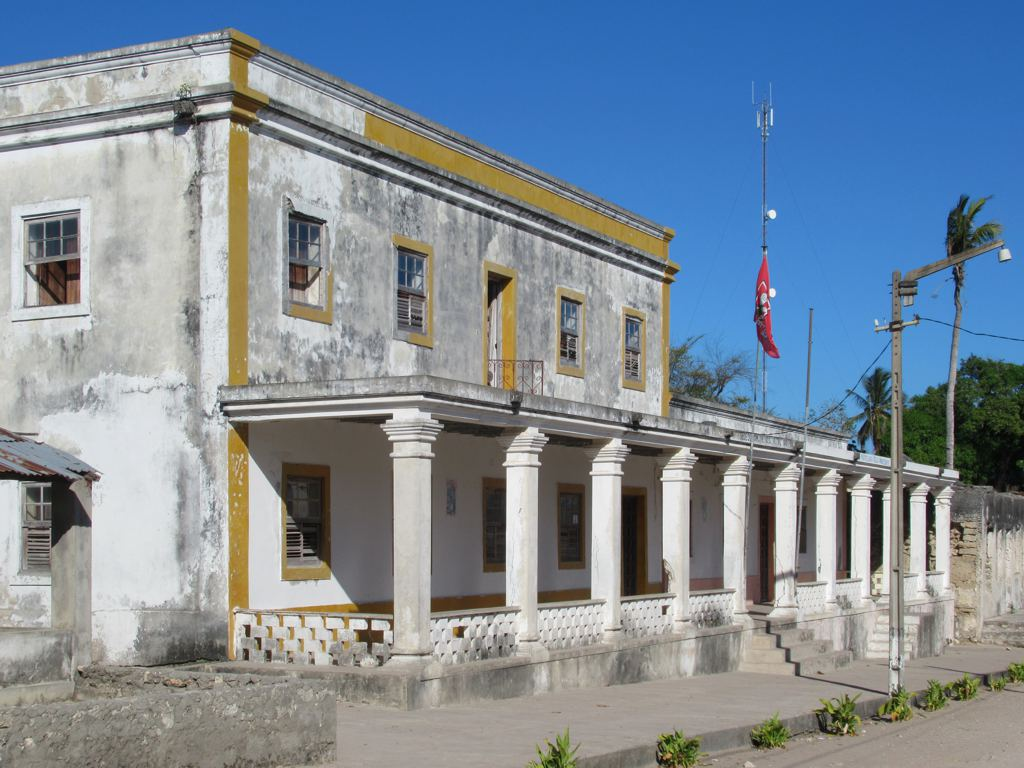
Budynek z czasów kolonialnych, obecnie siedziba FRELIMO (2016)
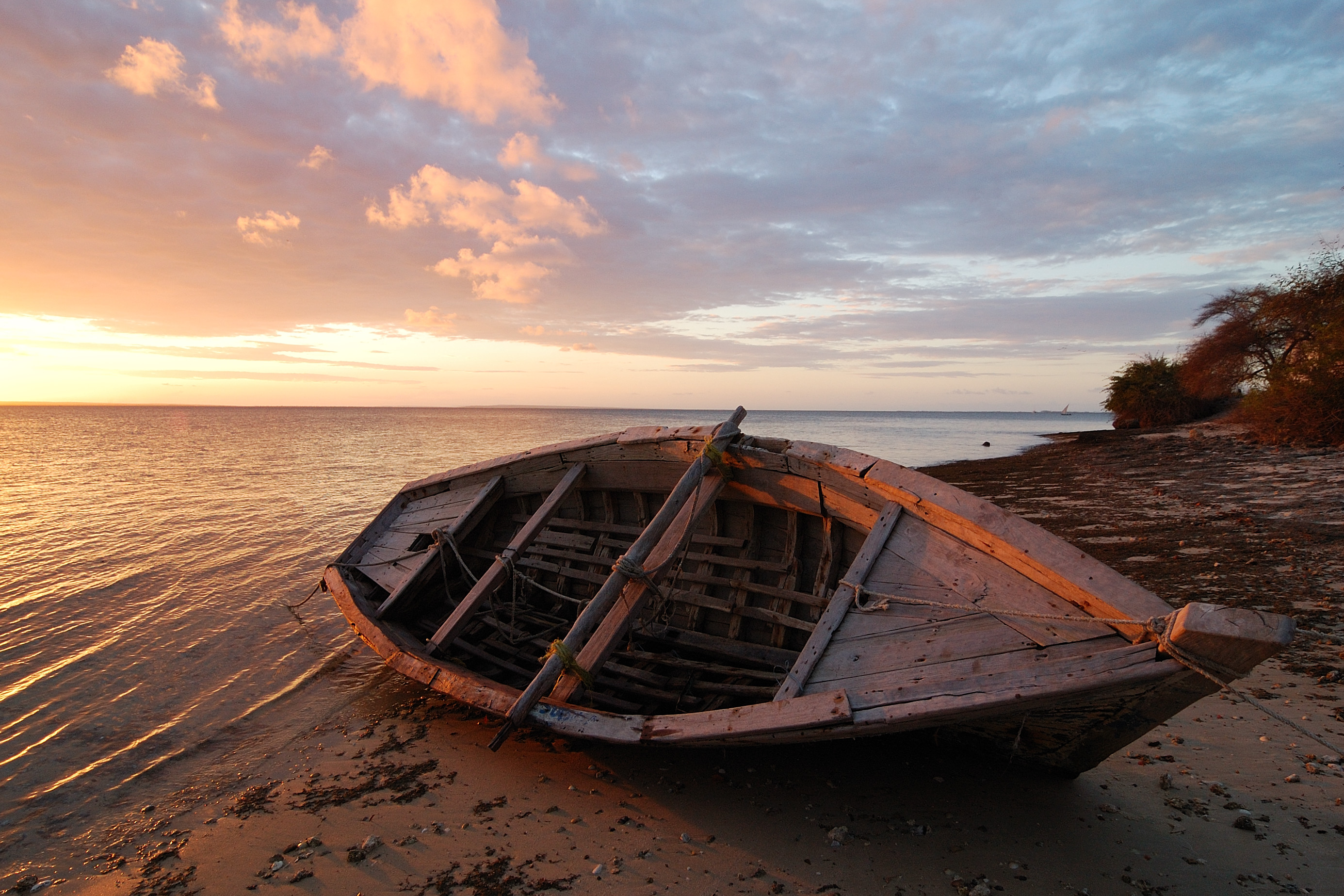
Zachód słońca nad wyspą Ibo (2009)